# Castrejón de la Peña (kommunhuvudort)
Castrejón de la Peña är en kommunhuvudort i Spanien.   Den ligger i provinsen Provincia de Palencia och regionen Kastilien och Leon, i den norra delen av landet, 280 km norr om huvudstaden Madrid. Castrejón de la Peña ligger 1 122 meter över havet och antalet invånare är 564.
Terrängen runt Castrejón de la Peña är platt åt sydost, men åt nordväst är den kuperad. Terrängen runt Castrejón de la Peña sluttar söderut. Runt Castrejón de la Peña är det mycket glesbefolkat, med 4 invånare per kvadratkilometer. Närmaste större samhälle är Cervera de Pisuerga, 10,5 km nordost om Castrejón de la Peña. Trakten runt Castrejón de la Peña består i huvudsak av gräsmarker.